# Необычная шутка
«Необычная шутка» (англ. Strange Jest) — детективный рассказ английской писательницы Агаты Кристи, из серии произведений о мисс Марпл. Впервые опубликован в американском журнале This Week в ноябре 1941 года. В июле 1944 года он появился в Великобритании в Strand Magazine, под названием «Дело о зарытом сокровище» (A Case of Buried Treasure). В составе сборников он вышел впервые в американском издании «Три слепых мышонка и другие истории» (1950), а затем в британском «Последние дела мисс Марпл» (1979), уже после смерти автора. 
«Необычная шутка» представляет собой историю, не имеющую криминального характера, и посвящена раскрытию тайны завещания — мотив, неоднократно привлекавший внимание «королевы детектива». По сюжету молодая пара не может найти ценности их умершего родственника, который должен был оставить своё состояние им. На помощь приходит мисс Марпл, выяснившая, что наследство обращено в ценные почтовые марки. Они были наклеены на конверты писем с загадочным содержанием, что вызвано весёлым характером умершего. Предполагается, что приём сокрытия ценностей на видном месте восходит к рассказу Эдгара Аллана По «Похищенное письмо». Его неоднократно использовали в детективной литературе и кинематографе, в том числе, как это имело место и у Кристи, в виде дорогих марок на конверте.

## Сюжет
По совету актрисы Джейн Хелльер молодая пара из среднего класса Чармин Страунд и Эдвард Росситер решили прибегнуть к помощи Джейн Марпл, известной детективными способностями. Они просят найти клад, зарытый, как они полагают, в поместье Энсти их «дядюшки» Мэтью, возле Портсмута. Они являются его внучатыми племянниками и единственными родственниками, в связи с чем рассчитывали получить от него наследство: после того как этого не произошло, они находятся в затруднительном материальном положении.  
Вначале они несколько обескуражены, что им вызвалась помочь простая сельская старушка, но Хелльер уверяет их, что мисс Марпл — именно та, кто им нужен. Молодые люди уверены, что богатый дядюшка должен был оставить всё своё состояние именно им, но после его смерти никаких ценностей они обнаружить не смогли. Перед смертью дядя, хитро улыбнувшись, сказал им, что у них всё будет хорошо, и похлопал себя по глазу. Они также рассказали, что он был очень подозрителен и никогда не вкладывал деньги в акции и не хранил их на банковском счету. Молодые люди предположили, что дядя обращал все деньги в золото, а потом закапывал в саду, но там они всё перерыли и ничего не обнаружили. Марпл уверяет пару, что решение загадки должно быть довольно простым, и они приглашают её в поместье. Там ей проводят экскурсию, включая ранее уже исследованную территорию и тщательно обысканные помещения дома от подвала до чердака. В потайном отсеке секретера она находит пачку корреспонденции дядюшки и рецепт окорока, имеющие туманное содержание. В итоге Джейн удаётся раскрыть тайну завещания, поняв, что Мэтью просто хотел пошутить, вспомнив аналогичный случай из своей жизни, и обнаружила, что ценности представляют собой дорогие марки на конвертах, которые паре можно выгодно продать.

## Создание
Рассказ написан в начале 1940-х годов во время Второй мировой войны, которую Агата Кристи провела в Англии. Несколько лет она испытывала материальные проблемы, связанные с налогообложением, и много работала, чтобы улучшить его. Наряду с произведениями крупной формы в этот период появилось несколько рассказов, посвящённых расследованиям мисс Марпл. Джон Карран, ирландский исследователь творчества писательницы, привёл сведения о том, что черновые заметки, относящиеся к рассказу «Необычная шутка», содержатся в записной книжке №62, которая озаглавлена «Рассказы Марпл». В начале этой тетради разбросаны идеи, впоследствии применённые в новеллах «Дело лучшей из горничных» (The Case of the Perfect Maid; 1942), «Дело смотрительницы» (The Case of the Caretaker; 1941), «Мерка смерти» (Tape-Measure Murder; 1942), вошедшие в посмертный сборник «Последние дела мисс Марпл» (Miss Marple's Final Cases and Two Other Stories; 1979), а также романах «Каникулы в Лимстоке» (1942) и «Ночная тьма» (1967). Вслед за другими набросками появляются три страницы, посвящённые рассказу «Необычная шутка» и представляющие собой набросок плана сюжета. Карран в своей книге «Секретный архив Агаты Кристи» расшифровал их следующим образом:  
Найдено на любовных письмах из-за границы — криптограмма в письме?
Нет — марки на нём.

Старый дядя Генри — умер — имел деньги, но спрятал их где-то — Золото? Бриллианты? Облигации? Последние слова — стучит по глазу — (стеклянный глаз, как у Арсена Люпена). Они ищут в столе — потайной ящик, найденный экспертом по мебели — любовные письма из Сьерра-Леоне, подписанные Бетти Мартин.
К теме разгадки и поиска завещания, детективной игре, охоте за сокровищами Кристи неоднократно обращалась на протяжении творческого пути. В раннем рассказе «Загадочное завещание» (The Case of the Missing Will; 1924) из авторского сборника «Пуаро ведёт следствие» происходит проверка интеллектуальных способностей наследника. Здесь это имеет место со стороны дяди, оставившего наследство своей племяннице, которой нужно доказать, что она достойна его получения, проявив недюжинные интеллектуальные способности. Схожий мотив прослеживается в рассказе «Золото острова Мэн» (1930), который, как отмечается в литературе, представляет собой не обычный детективный сюжет: «Герои этого рассказа, выступающие в роли детективов, действительно сталкиваются с убийством. Однако основной их целью является не установление личности убийцы, а поиски сокровища, местонахождение которого можно обнаружить, только раскрыв серию намёков, содержащихся в загадочном письме». Молодая пара сыщиков Томми и Таппенс также расследует, куда богатая тётушка спрятала наследство, в рассказе «Дочь священника» / «Дом под черепичной крышей» (The clergyman’s douther / The Red House) из пародийного сборника «Партнёры по преступлению» (Partners in Crime; 1929). Разгадку тайны завещания раскрывает и мисс Марпл в рассказе «Мотив и возможность» (Motive v. Opportunity) из сборника «Тринадцать загадочных случаев» (The Thirteen Problems; 1932). В этом сборнике также содержится история «Четверо под подозрением» (The Four Suspects), где упоминается подобная подсказка «мой глаз и Бэтти Мартин», как в «Необычной шутке». Отсылка к роману «Хрустальная пробка» (Le Bouchon de crista; 1912), где задействован «джентльмен-грабитель» Арсен Люпен (про тайник в глазу из одного из произведений о его приключениях прямо упоминается у Кристи), главного героя цикла произведений французского писателя Мориса Леблана в окончательной версии рассказа Кристи неполная. Автор решила ограничиться многозначительным постукиванием дяди Генри (Мэтью в окончательном варианте, а Генри упоминается как дядюшка мисс Марпл) по своему глазу. Карран предполагает, что идея о стеклянном глазе, являющейся ключевым сюжетообразующим приёмом в романе «Карибская тайна» (A Caribbean Mystery; 1964) об очередном расследовании мисс Марпл, был позаимствован Кристи из своего более раннего рассказа.
Ещё один из частых приёмов Кристи — использование симпатических чернил, о чём в данном случае упоминает Чармин Страунд. Появление их имело место в новеллах «Мотив и возможность» и через два года в «Золоте острова Мэн», где также в обоих случаях речь идёт о завещании богатого родственника. До этого применения таких чернил в произведениях Кристи произошло в главе 20 («Слишком поздно!») романа «Таинственный противник» (The Secret Adversary; 1922), где впервые выведена пара серийных персонажей Томми и Таппенс Бересфорд.

## Публикации
Рассказ был впервые опубликован в США в журнале This Week 2 ноября 1941 года. В Великобритании он появился три года спустя в июле 1944 года в журнале Strand Magazine под названием «Дело о зарытом сокровище» (A Case of Buried Treasure). Позже он был включён в американский сборник «Три слепых мышонка и другие истории» (Three Blind Mice and Other Stories; 1950), а затем в 1979 году в британский сборник «Последние дела мисс Марпл». В их составе он неоднократно переиздавался на различных языках.

## Оценки

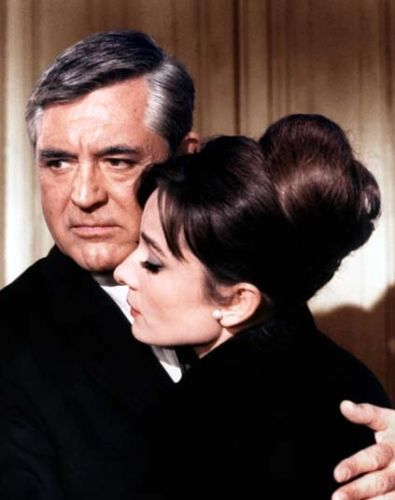
Кадр из фильма режиссёра Стенли Донена «Шарада» (1963). Реджина Лэмперт (Одри Хепбёрн) и Питер Джошуа (Кэри Грант) ищут состояние, помещённое в почтовые марки

По оценке российского литературоведа А. Титова, рассказ представляет собой историю с «довольно банальным сюжетом», который привлекал внимание многих детективных писателей и часто применялся в кино. В нём мисс Марпл, по его словам, разгадывает тайну завещания, что представляет собой историю, имеющую далеко не криминальный характер. Кроме того, ей в который раз удаётся подобрать ключи к тайне, припоминая подобную историю из своего житейского опыта. Джон Карран расценил рассказ как написанный под влиянием основоположника детективной литературы Эдгара Аллана По. В частности, использование ценных марок на конверте восходит к рассказу американского романтика «Похищенное письмо» (The Purloined Letter; 1844), где компрометирующее письмо не могли долго найти, а оно находилось на видном месте. Подобный остроумный приём в виде дорогих марок был использован Кристи в пьесе «Паутина», а также в рассказе «Немейский лев» из сборника «Подвиги Геракла», посвящённый 12 расследованиям Эркюля Пуаро. По наблюдению Каррана, «Необычная шутка» представляет собой «лёгкую историю» без криминальной подоплёки, основанную на использовании одного приёма — разгадке ключа к исчезнувшим ценностям, оставленных богатым дядюшкой по завещанию. Характер повествования и короткое содержание новеллы скорее напоминают литературный ребус, акростих.

### Комментарии
1. ↑  На русском языке встречается ещё несколько переводов названия: «Шутки старых дядюшек», «Рискованная шутка», «Странная шутка», «Причудливая шутка», «Замаскированный клад»[1].
2. ↑  Нумерация тетрадей произвольна: её установила единственная дочь писательницы Розалинда Хикс после смерти матери. В ней нет ни хронологического, ни тематического принципа организации[7].